# Ikarus 601
Ikarus 601 – autobus miejski, produkowany przez węgierską firmę Ikarus. Pojazd ten był kontynuacją autobusu Mavag TR5. Ikarusy 601 były eksportowane do niektórych krajów socjalistycznych, a znaczną ich ilość zakupiły Chiny. Na ich bazie produkowano na Węgrzech także trolejbusy, autobusy międzymiastowe oraz turystyczne.